# Várhegy (Maros megye)
Várhegy (románul Chinari, németül Schlossberg) falu Romániában, Maros megyében.

## Fekvése
A falu Marosvásárhelytől 8 km-re északkeletre a Mezőség déli szélén, Udvarfalvával összenőve települt.

## Nevének eredete
Eredetileg Pinár volt a neve, amely a román pin (chin = fenyő) főnévből eredt, de mivel a név csúfolkodásra adott okot, a 16. századtól Várhegyként kezdték nevezni.

## Története
1319-ben Pynar néven említik először. A településnek a falutól északra középkorban vára volt, amely a mai Várhegyen állott. Romjait a nép idővel széthordta. Helyére épült 1725-ben a Keresztes-kastély, melyet várhegyi Keresztes József Küküllő vármegye alispánja építtetett. A kastély a 19. század elejére romossá vált, ezért lebontották. Egykor román kori temploma is volt, amely a 13. században épült. 1848-ban határában volt a várhegyi csata. A hajdani várfok lábánál a 19. század végén a Teleki család építtetett kastélyt, amely 1944-ben ágyútalálatot kapott, ezért 1952-ben lebontották, helyére lakóházak épültek.
1910-ben 576 lakosából 329 magyar és 209 román volt. A trianoni békeszerződésig Maros-Torda vármegye Marosi felső járásához tartozott. 1992-ben 567 lakosából 295 román, 245 magyar és 27 cigány volt.